# NGC 1160
NGC 1160 (również PGC 11403 lub UGC 2475) – galaktyka spiralna z poprzeczką znajdująca się w gwiazdozbiorze Perseusza. Odkrył ją William Herschel 7 października 1784 roku.